# Nyceryx maxwelli
Nyceryx maxwelli is een vlinder uit de familie van de pijlstaarten (Sphingidae). De wetenschappelijke naam van de soort werd in 1896 gepubliceerd door Lionel Walter Rothschild.